# Station Bargeddie
Bargeddie is een spoorwegstation van National Rail in Schotland. 